# Rio dos Índios
Rio dos Índios is een gemeente in de Braziliaanse deelstaat Rio Grande do Sul. De gemeente telt 4.192 inwoners (schatting 2009).